# Store Borger
Store Borger (russisk: Великий гражданин) er en sovjetisk film fra 1938 af Fridrich Ermler.

## Medvirkende
- Nikolaj Bogoljubov - Shakhov
- Ivan Bersenev - Kartasjov
- Oleg Zjakov - Borovskij
- Zoja Fjodorova - Nadja
- Boris Poslavskij - Sizov